# Faramarz Asadi
Pour les articles homonymes, voir Asadi.
Faramarz Asadi est un prince, leader et chef tribal en Iran et en Irak. Faramarz Asadi est un leader kurde, né en 1869 dans l'émirat du Malekshahi (en) au Kurdistan,,,,,,,,,. Haji Faramarz Asadi est un cheikh musulman iranien connu pour avoir organisé la résistance armée à la colonisation de l'Iran par l'Empire ottoman, la Russie et le Royaume-Uni au début du xxe siècle,,,,,,.

## Biographie
Haji Faramarz Asadi est né en 1869 à Malekshahi en Iran à l'époque de la dynastie kadjar. La famille d'Asadi est la principale famille de la région,,,,. Faramarz Asadi est le fils du général iranien  Musa Khamis,,,.
Faramarz Asadi forge pendant cette partie de sa vie des aspects très importants de son éthique et de sa personnalité tels que l'honnêteté, la tolérance, et surtout le rejet du mensonge,.
Il organise la résistance armée à la colonisation de l'Iran par l'Empire ottoman, la Russie et le Royaume-Uni au début du xxe siècle,,,,,.
Il a été le fondateur de la ville d'Arkavaz et de la préfecture de Malekshahi (en),,,,,,,,.
Il a été nommé en 1945 gouverneur de la province d'Ilam,,,,,,,.